# الحداثة في الكنيسة الكاثوليكية
من منظور تاريخي، لا تُعتبر الحداثة (بالإنجليزية: Modernism) الكاثوليكية نظامًا أو مدرسة أو مجال بل هي تشير إلى عدد من الأفراد بمحاولاتهم التوفيق بين الكاثوليكية والثقافة الحديثة، على وجه التحديد فهم الكتاب المقدس والتقاليد الكاثوليكية في ضوء الطريقة التاريخية - النقدية والتطورات الفلسفية والسياسية الجديدة في أواخر القرن التاسع عشر وأوائل القرن العشرين - وكل ما قد يترتب على ذلك ضمنيًا.
برز هذا المصطلح في منشور البابا بيوس العاشر لعام 1907 تحت عنوان باشيندي دومينيك غريغيس الذي أدان من خلاله الحداثة باعتبارها «بدعة للهرطقة».
قام اليسوعي آرثر فيرميرش، الذي كتب في الموسوعة الكاثوليكية عام 1911، بتعريف الحداثة من منظور هرطقة الكاثوليك في عصره: «بوجه عام، قد نقول إن الحداثة تهدف إلى ذلك التحول الجذري في الفكر الإنساني فيما يتعلق بالله والإنسان والعالم والحياة هنا وفيما بعد، الذي أعدته الإنسانية وفلسفة القرن الثامن عشر والذي صدر رسميًا في الثورة الفرنسية».
تأثرت حركة الحداثة وتزامنت مع اللاهوتيين البروتستانت ورجال الدين أمثال بول ساباتير هينريخ جوليوس هولتزمان. ومن ناحية أخرى، انتقد اللاهوتيون «الحداثيون» اللاهوت البروتستانتي وانخرطوا في حجج الكنيسة الكاثوليكية ضد الفهم البروتستانتي للمسيحية، مثلما حدث في الهجوم الشهير الذي شنَه ألفريد لوسي في ليفانجيل وإغليس (1902) على داس ويسن ديس كريستانس (1900) الذي قام به أدولف فون هارناك. تجتمع حركة الحداثة مع كنيسة إنجلترا في تأسيس مجلة ذا موديرن تشرشمان في عام 1911.
برز الجدل حول الحداثة في الأوساط الفكرية الفرنسية والبريطانية وبدرجة أقل في إيطاليا، لكنه، بطريقة أو بأخرى، كان متعلقًا بمعظم أوروبا وأمريكا الشمالية. رأى البابا بيوس العاشر الحداثة على أنها تهديد عالمي لذا عمل على إثارة ردة فعل عالمية اتجاهها.
يُستخدم مصطلح الحداثة عمومًا من قِبَل نقاد بدلًا من أتباع المواقف المرتبطة به.

## أبعاد الجدل حول الحداثة
على الرغم من أن الحداثيين المزعومين لم يشكلوا حركة موحدة، إلا أنهم استجابوا لمجموعة مشتركة من المشاكل الدينية حوالي عام 1900، والتي تجاوزت الكاثوليكية: أولًا وقبل كل شيء مشكلة التاريخ التي يبدو أنها تجعل كل أشكال العقيدة والتقاليد التاريخية نسبية. ثانيًا، من خلال استقبال الفلاسفة المعاصرين مثل إيمانويل كانت وموريس بلونديل وهنري برجسون، أصبح الإطار الفلسفي واللاهوتي المدرسي الجديد الذي أنشأه البابا ليو الثالث عشر هشًا. إن التأكيد على أن الحقيقة الموضوعية ترد بصورة ذاتية أمرًا أساسيًا بالفعل بالنسبة للخلاف برمته. وقد أدى هذا التركيز على الموضوع الديني إلى تجدد الاهتمام بالصوفية والقداسة والخبرة الدينية بوجه عام. أدى النفور من «الخارجية» الدينية إلى نشوء نزوات جديدة للتعاريف العقائدية التي كانت تُعَد صياغات ثانوية لتجربة دينية (قديمة).
لم يقتصر الخلاف على مجال الفلسفة واللاهوت فقط. على صعيد السياسة، اختار الديمقراطيون المسيحيون، مثل العلماني مارك سانغنيير في فرنسا والكاهن رومولو موري في إيطاليا إلى جانب اليساريين من حزب الوسط والاتحادات المسيحية في ألمانيا، جدول أعمال سياسي بسيطرة كاملة من قِبَل النظام الهرمي تقريبًا. كان رد فعل البابا بيوس العاشر بطرد موري في عام 1909 وحلّ حركة سانغنيير عام 1910 وإصدار منشور سينغولاري كوادام عام 1912 الذي أشار فيه بوضوح إلى تفضيله لجمعيات العمال الكاثوليكية الألمانية على النقابات المسيحية. وعلاوةَ على ذلك، فإن المناهضين مثل ألبرت ماريا فايس أوب والسويسري كاسبار ديكورتينس، المفضلان لدى البابا بيوس العاشر، من شأنهم أن يجدوا «الحداثة الأدبية» في مجال الحداثة الكاثوليكية التي لا تفي بمعايير التقاليد الدينية.
في نظر رد الفعل المضاد للحداثة، كان «الحداثيون» طائفة موحدة وسرية داخل الكنيسة. من منظور تاريخي، يمكن تمييز شبكات من الاتصالات الشخصية بين «الحداثيين»، وخاصة حول فريدريش فون هوغل وبول ساباتير. ومن ناحية أخرى، ثمة استعراض واسع النطاق للآراء داخل «الحركة» من قِبَل الناس الذين ينتهون إلى العقلانية (على سبيل المثال مارسيل هيبرت وألبرت هوتين وسلفاتور مينوتشي وجوزيف تورمل) إلى الإصلاحية الدينية المعتدلة، حتى بما في ذلك علماء اللاهوت الجدد مثل رومولو موري. هذا التصور عن حركة واسعة من اليسار إلى اليمين شكله بالفعل المناهضين أنفسهم.

## الأشخاص البارزون المتورطون في الجدل حول الحداثة
- جورج تيريل (1861 - 1909) الذي طُرِدَ على يد اليسوعيين عام 1906 بسبب آرائه
- ماود بيتر (1863 - 1942)، راهبة إنجليزية وصديقة مقربة من تيريل ومشاركة في حركة الحداثة بالإضافة إلى كونها من أوائل المؤرخين والنقاد
- إرنستو بونيت (1881 - 1946) باحث في تاريخ المسيحية والفلسفة الدينية وقائدًا في حركة الحداثة الإيطالية[9]
- بيير هنري باتيفول (1861 - 1929) مؤرخ حول الدوغما
- فريدريك فون هوغل (1852 - 1925) باحث في الفلسفة الدينية
- ولفريد وارد (1856 - 1916) كاتب مقالات وسير ذاتية إنجليزي
- هنري بريموند (1865 - 1933) باحث أدبي فرنسي منتسب إلى اليسوعيين وباحث كاثوليكي
- جوزيف سنيتسر (1859- 1939) مؤرخ حول الدوغما في ميونيخ
- جيوفاني سيميريا (1867 - 1931) كاهن وواعظ برنابي
- كارل موث (1867 - 1944) محرر صحيفة هوشلاند الثقافية والدينية
- هيرمان شيل (1850 - 1906) عالم لاهوت ألماني
- فرانز كراوس (1840 - 1901) مؤرخ كنيسي و«كاثوليكي ليبرالي»